# Shomu Mukherjee
Shomu Mukherjee (bengalisch সমু মুখার্জি Somu Mukhārjī; eigentlich Somdev Mukherjee; * 19. Juni 1943; † 10. April 2008 in Mumbai, Maharashtra) war ein indischer Produzent und Regisseur des Hindi-Films.

## Leben
Er war der jüngste Sohn des Produzenten Sashadhar Mukerji, dessen Studio Filmalaya im Mumbaier Stadtteil Andheri er zuletzt gemeinsam mit seinen Cousins Ram und Romu leitete. Seine Brüder Joy und Deb wurden Schauspieler.
Sein Debüt hatte Mukherjee als Produzent des Films Ek Baar Muskura Do (1972). Neben seinen Brüdern traten auch Tanuja und deren Mutter Shobhana Samarth in diesem Film auf, Regie führte sein Cousin Ram Mukherjee. Sein eigenes Regiedebüt hatte er ein Jahr später mit Nannha Shikhari (1973). Dieser hatte – wie auch seine weiteren Regiearbeiten Fifty-Fifty (1981), Lover Boy (1985), Patthar Ke Insaan (1990) und Sangdil Sanam (1994) – nur mäßigen Erfolg. Nach Sangdil Sanam mit Salman Khan und Manisha Koirala zog sich Mukherjee aus dem aktiven Filmgeschäft zurück.
1973 heiratete er Tanuja. Ihre beiden Töchter Kajol und Tanisha wurden Schauspielerinnen. Mukherjee starb an einem Herzinfarkt.

## Filmografie
- 1972: Ek Bar Mooskura Do
- 1973: Nannha Shikari
- 1977: Chhailla Babu
- 1981: Fiffty Fiffty
- 1985: Lover Boy
- 1990: Pathar Ke Insan
- 1994: Shatrughan Mehto
- 1994: Sangdil Sanam